# Louis Jordan
För den franske skådespelaren, se Louis Jourdan
Louis Jordan, född 8 juli 1908 i Brinkley, Arkansas, död 4 februari 1975 i Los Angeles, Kalifornien, var en amerikansk musiker som hade sin största kommersiella framgång hos Decca på 1940-talet, då han med sitt band "Tympany Five" spelade en musikblandning av jazz och blues och placerade 57 singlar på R&B-listan mellan 1942 och 1951; 18 stycken nådde #1. Jordan fick smeknamnet "King of the Juke Boxes" då hans #1-R&B-singlar mellan 1943 och 1950 sammantaget tillbringat 113 veckor som #1, mer än 1/4 av tiden.
Jordan har kallats "the Father of Rhythm & Blues" och "the Grandfather of Rock ‘n’ Roll" och påstås enligt The Rolling Stone Encyclopedia of Rock & Roll vara "den direkta länken mellan rhythm & blues och rock & roll". Jordan invaldes i Rock and Roll Hall of Fame år 1987.
Musiker som blivit influerade av Jordan innefattar bland andra James Brown, Bill Haley, Ray Charles, Little Richard, Roy Brown, Wynonie Harris och Chuck Berry (som lånade gitarr-introt till Johnny B. Goode från Jordans Ain't That Just Like a Woman (1946)).